# Réal Lemieux
Réal Gaston Lemieux, född 3 januari 1945, död 24 oktober 1975, var en kanadensisk professionell ishockeyforward som tillbringade åtta säsonger i den nordamerikanska ishockeyligan National Hockey League (NHL), där han spelade för ishockeyorganisationerna Detroit Red Wings, Los Angeles Kings, New York Rangers och Buffalo Sabres. Han producerade 155 poäng (51 mål och 104 assists) samt drog på sig 262 utvisningsminuter på 456 grundspelsmatcher. Han spelade också på lägre nivåer för Springfield Kings i American Hockey League (AHL), Memphis Wings i Central Professional Hockey League (CPHL) och Hamilton Red Wings i Ontario Hockey Association (OHA-Jr).
Den 24 oktober 1975 avled Lemieux av en blodpropp i hjärnan.

## Statistik
| 1963–1964      | Hamilton Red Wings | OHA-Jr.        | 42  | 20 | 24  | 44  | 58  | —  | — | — | — | —  |
| 1964–1965      | Hamilton Red Wings | OHA-Jr.        | 48  | 48 | 40  | 88  | 64  | —  | — | — | — | —  |
|                | Memphis Wings      | CPHL           | 8   | 5  | 7   | 12  | 0   | —  | — | — | — | —  |
| 1965–1966      | Memphis Wings      | CPHL           | 53  | 11 | 15  | 26  | 68  | —  | — | — | — | —  |
| 1966–1967      | Detroit Red Wings  | NHL            | 1   | 0  | 0   | 0   | 0   | —  | — | — | — | —  |
|                | Memphis Wings      | CPHL           | 68  | 28 | 34  | 62  | 211 | 7  | 4 | 0 | 4 | 7  |
| 1967–1968      | Los Angeles Kings  | NHL            | 74  | 12 | 23  | 35  | 60  | 7  | 1 | 1 | 2 | 0  |
| 1968–1969      | Los Angeles Kings  | NHL            | 75  | 11 | 29  | 40  | 68  | 11 | 1 | 3 | 4 | 10 |
| 1969–1970      | New York Rangers   | NHL            | 55  | 4  | 6   | 10  | 51  | —  | — | — | — | —  |
|                | Los Angeles Kings  | NHL            | 18  | 2  | 4   | 6   | 10  | —  | — | — | — | —  |
| 1970–1971      | Los Angeles Kings  | NHL            | 43  | 3  | 6   | 9   | 22  | —  | — | — | — | —  |
|                | Springfield Kings  | AHL            | 33  | 14 | 22  | 36  | 25  | —  | — | — | — | —  |
| 1971–1972      | Los Angeles Kings  | NHL            | 78  | 13 | 25  | 38  | 28  | —  | — | — | — | —  |
| 1972–1973      | Los Angeles Kings  | NHL            | 74  | 5  | 10  | 15  | 19  | —  | — | — | — | —  |
| 1973–1974      | Los Angeles Kings  | NHL            | 20  | 0  | 0   | 0   | 0   | —  | — | — | — | —  |
|                | New York Rangers   | NHL            | 7   | 0  | 0   | 0   | 0   | —  | — | — | — | —  |
|                | Buffalo Sabres     | NHL            | 11  | 1  | 1   | 2   | 4   | —  | — | — | — | —  |
| NHL totalt     | NHL totalt         | NHL totalt     | 456 | 51 | 104 | 155 | 262 | 18 | 2 | 4 | 6 | 10 |
| AHL totalt     | AHL totalt         | AHL totalt     | 33  | 14 | 22  | 36  | 25  | —  | — | — | — | —  |
| CPHL totalt    | CPHL totalt        | CPHL totalt    | 129 | 44 | 56  | 100 | 279 | 7  | 4 | 0 | 4 | 7  |
| OHA-Jr. totalt | OHA-Jr. totalt     | OHA-Jr. totalt | 90  | 68 | 64  | 132 | 122 | —  | — | — | — | —  |